# ザムトゲマインデ・アルトラント
ザムトゲマインデ・アルトラント (ドイツ語: Samtgemeinde Artland) は、ドイツ連邦共和国ニーダーザクセン州オスナブリュック郡北部のクヴァーケンブリュックを本部所在地とするザムトゲマインデ（集合自治体）である。このザムトゲマインデを構成する市町村は、バートベルゲン、メンスラーゲ、ノルトルプ、クヴァーケンブリュックである。
このザムトゲマインデは、南はザムトゲマインデ・フュルステナウおよびザムトゲマインデ・ベルゼンブリュック（ともにオスナブリュク郡）、西はエムスラント郡、北はクロッペンブルク郡、東はフェヒタ郡と境を接している。このザムトゲマインデは平均高度海抜 25 m のゲースト地形に位置している。南北の幅は 15 km、東西の幅は 25 km、面積は 189 km2 である。

## 地理

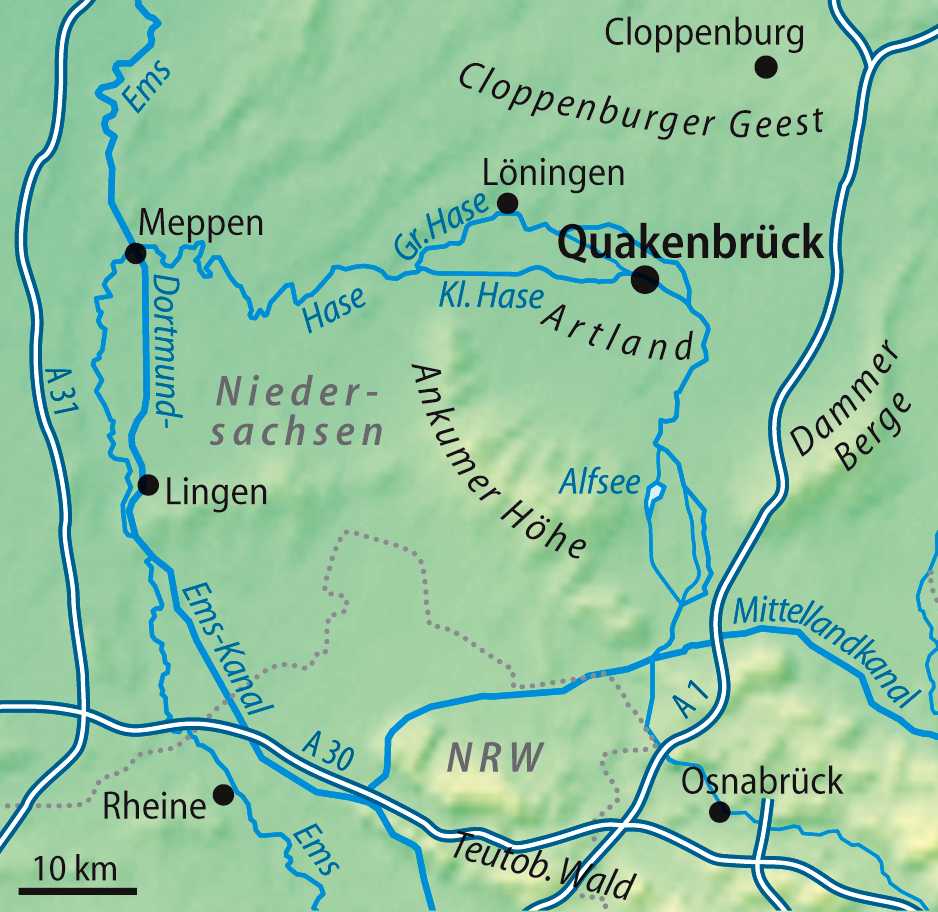
アルトラント周辺地図。クヴァーケンブリュック付近でハーゼ川が分岐し、内陸デルタを形成している。

### 位置
本ザムトゲマインデは、北ドイツ低地の沼地に位置している。ハーゼ川が流れ、クヴァーケンブリュック付近で内陸デルタを形成している。

### 地質学
勾配が極めて小さく、ハーゼ川が多くの川筋に分岐し内陸デルタを形成している。これは主に氷河の流路であり、氷期には氷河の雪解け水の作用で堆積物が造られた。
ボーリング調査の結果は、最上層がローム質および砂質の更新世の堆積物からなることを示している。最上層の厚さはおよそ 5 -7 m であることを示している。この層の下には約 10 m の厚さのローム質および泥灰質の堆積層がある。25 - 30 m の深さにある砂質の地層は、地下水の豊かな帯水層を形成している。帯水層の最も浅い箇所は 2 - 6 m の深さにある。

### 構成自治体
このザムトゲマインデは、以下の市町村からなる。
- クヴァーケンブリュック（市、中級中心都市）
- バートベルゲン、メンスラーゲ、ノルトルプ（町村）

これらは、アルトラントと呼ばれる地方と一部が重なっているだけである。

## 歴史
ザムトゲマインデ・アルトラントは、1972年7月29日に発効したニーダーザクセン州自治体法 §73の2項に基づき成立した。「アルトラント」は1309年以降記録が遺るが、それまでは政治的一体性を持たず、何世紀もの間にその範囲も変転した文化史上の地域概念であった。
作業共同体「Zukunft StArtland」のアルトラント文化保護プロジェクトは、この地域の農場文化や建築史上の遺構に特に注力している。

### 人口推移
以下の表は、各年の12月31日時点での町域における人口を示している。
数値は、1987年5月25日の人口調査結果に基づくニーダーザクセン州統計およびコミュニケーション技術局の研究結果である。
| 年   | 人口（人） |
| ---- | ---------- |
| 1987 | 18,844     |
| 1990 | 19,481     |
| 1995 | 22,034     |
| 2000 | 22,539     |
| 2005 | 23,014     |
| 2010 | 22,908     |

### 立地
ザムトゲマインデ・アルトラントは、位置的には2つの上級中心であるオルデンブルクとオスナブリュックとのほぼ中間に位置している。このザムトゲマインデは、北部オスナブリュック地方最大の工業地域となっている。
このザムトゲマインデは、ニーダーザクセン州市町村連合 (NSGB) が公募したコンクール「ニーダーザクセン州の中産階級にフレンドリーなコミュニティ」で、2004年と2012年に優勝し、2006年に特別賞を受賞した。

## 行政

### 議会
このザムトゲマインデの議会は 34議席で構成されている。これにザムトゲマインデ長が投票権を持ち参加する。

### 紋章、旗、印章
ザムトゲマインデ・アルトラントは基本条例§2で規定されている紋章、旗、印章を使用している。
紋章の図柄: 波状の分割線で赤地と銀地に左右二分割。それぞれに逆側の色で彩色された翼や手を持たないドラゴンが描かれている。
解説: 翼や手のないドラゴンは「アルトラントのドラゴン」と呼ばれるもので、このザムトゲマインデを構成するバートベルゲン、メンスラーゲ、ノルトルプの紋章でも、左右に分割された、向かって左側のフィールドに描かれている。「アルトラントのドラゴン」は「ドルーデメンネケン」とも呼ばれ、アルトラントで製造される家具にもしばしば用いられる意匠である。
旗: ザムトゲマインデの旗の色は赤と白であり、シンボルとして紋章が描かれている。
印章: 印章は、紋章と「Samtgemeinde Artland」の文字。

## 経済と社会資本
大企業としては、ルフ食品、レーア・コーポレーション、PPSパイプライン・システム、ドイツ食品技術研究所 (DIL) の研究・開発施設がクヴァーケンブリュックにある。また、ケンパー食肉製品製造とデルケスカンプ包装がノルトルプに、アルトラント食肉製品がバートベルゲンにある。
戦後ドイツでは、この地域にとって最も重要な企業キナスト社がクヴァーケンブリュックのノイシュタットに本社を置いていた。この会社は2500人以上の従業員を擁していたが、2回倒産した後、2005年にキナスト＝シュティール GmbH として新たに設立されたが、その重要性は失われた。同じ工業地区にかつて存在したマットレス製造会社（シュラーラフィア）や化学染料会社の下請け会社、機械製造会社は、1980年代の構造危機を切り抜けることができなかった。